# نوارت خوجانتیان
نوارت آقاجانی خوجانتیان (ارمنی: Նվարդ Աղաջանի Խոջանեթյան؛  زادهٔ ۱۸۹۷ - درگذشته دسامبر ۱۹۶۳) کارشناس علوم پرورشی و آموزگار اهل ارمنستان بود.

## زندگی‌نامه
وی در ۱۸۹۷ در شهر نخجوان به دنیا آمد .  همچنین برندهٔ جوایزی همچون آموزگار شایسته ارمنستان شوروی شده است. وی در دسامبر ۱۹۶۳ در سن ۶۶ سالگی در ایروان درگذشت.

## یادداشت
1. ↑  մանկավարժական գիտությունների թեկնածու